# Фрикційна передача

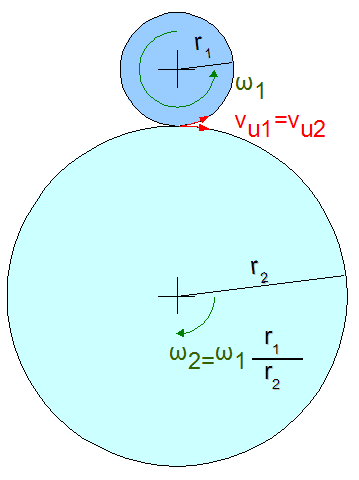
Кінематичні характеристики фрикційної передачі.

Фрикці́йна переда́ча — механічна передача, що передає обертальний рух від ведучої ланки (вала, осі) до веденої внаслідок тертя, яке виникає між тілами кочення (дисками, конусами та ін.), притиснутими одне до одного.

## Класифікація, переваги та недоліки
Розрізняють фрикційні передачі за:

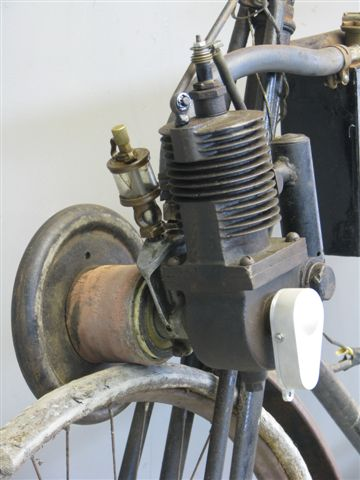
Фрикційна передача зовнішнього дотику з паралельними осями у приводі моторизованого велосипеда (1902)

- орієнтацією осей: паралельні, осі перетинаються;
- формою ободу: гладкий, клиновий;
- типом дотикання: внутрішнє, зовнішнє;
- та інші.

Переваги
- простота конструкції;
- безшумність;
- рівномірність обертання;
- можливість застосовувати їх при високих швидкостях;
- проковзування (властивість запобігати перевантаженням веденого вала, що унеможливлює поломку передачі).

Недоліки
- необхідність використовувати спеціальні притискальні пристрої;
- великі навантаження на вали і підшипники;
- проковзування (нестабільність передатного відношення).

## Розрахунок фрикційної передачі
Обертання веденого колеса здійснюється під дією сили тертя, що виникає в зоні контакту колеса при обертанні ведучого колеса:

{\displaystyle F_{t}\leq F_{f}=Ff^{\prime }\,}
де {\displaystyle F\,} — нормальна сила тиску робочих поверхонь коліс;
{\displaystyle f^{\prime }} — приведений коефіцієнт тертя в зоні контакту коліс;
{\displaystyle F_{t}\,} — колова сила у зачепленні;
{\displaystyle F_{f}\,} — сила тертя.
Потрібна сила тертя між котками досягається примусовим притисканням котків відповідною силою F. Якщо сила притискання котків недостатня, то між котками може виникнути проковзування (буксування), що порушує нормальну роботу передачі.

## Застосування

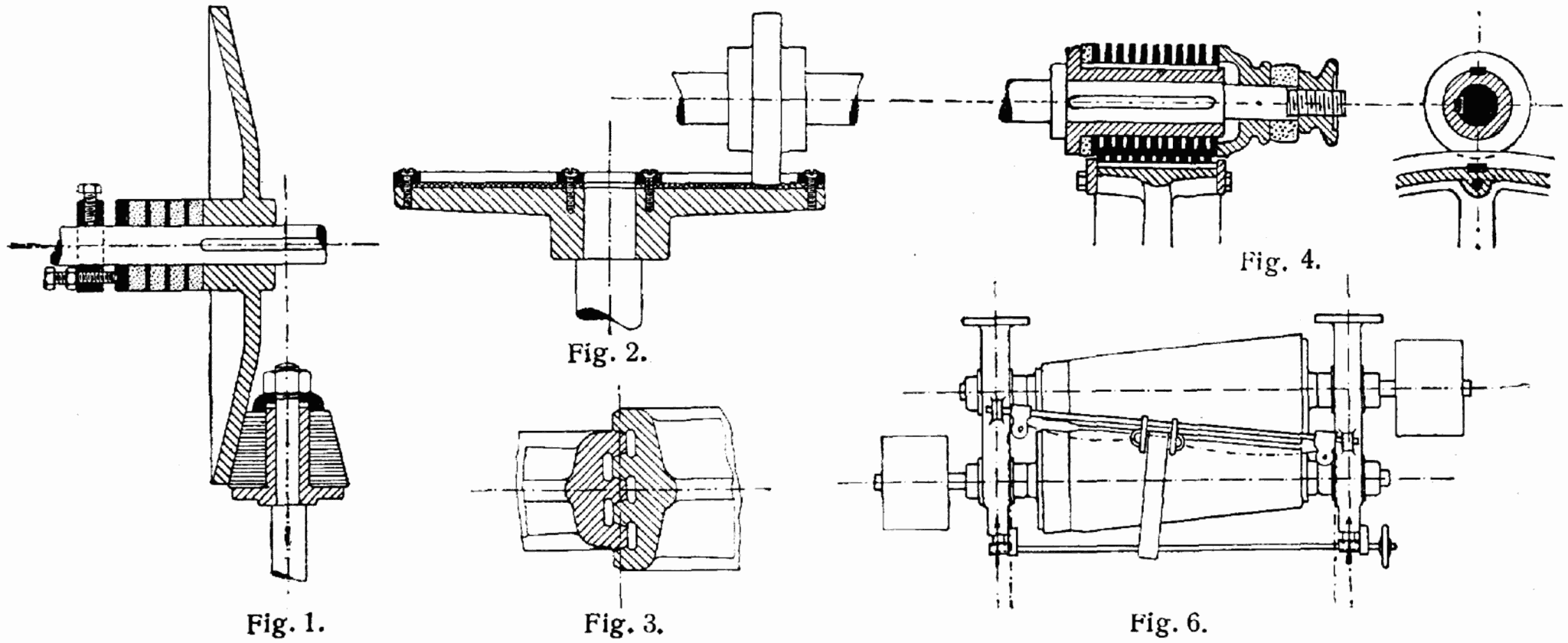
Варіанти конструкцій фрикційних передач з можливістю плавного регулювання передатного числа

Фрикційні передачі використовують не тільки для передавання обертового руху, але широко застосовують для перетворення обертового руху в поступальний — у всіх наземних транспортних машинах (колесо і рейка або дорога), а також у металургійній промисловості (прокатні стани), де передавання руху за рахунок тертя є основою технологічного процесу.
Вигідне застосування фрикційних передач у варіаторах — механізмах для безступеневого регулювання кутової швидкості.
За допомогою фрикційної передачі можна забезпечити достатньо велике передатне число, але через обмеження габаритних розмірів передачі рекомендують брати U ≤ 10.
ККД фрикційних передач коливається в межах η = 0,90…0,95.